# All England Lawn Tennis & Croquet Club
All England Lawn Tennis & Croquet Club, ofta kallad bara All England Club, privat förening bildad i juli 1868 i Wimbledon, södra London, ursprungligen som organisation för det nya sällskapsspelet krocket, men från 1875 också för lawn-tennis. Numera är föreningens allt överskuggande uppgift att, tillsammans med det engelska tennisförbundet, organisera de årliga Wimbledonmästerskapen i tennis.

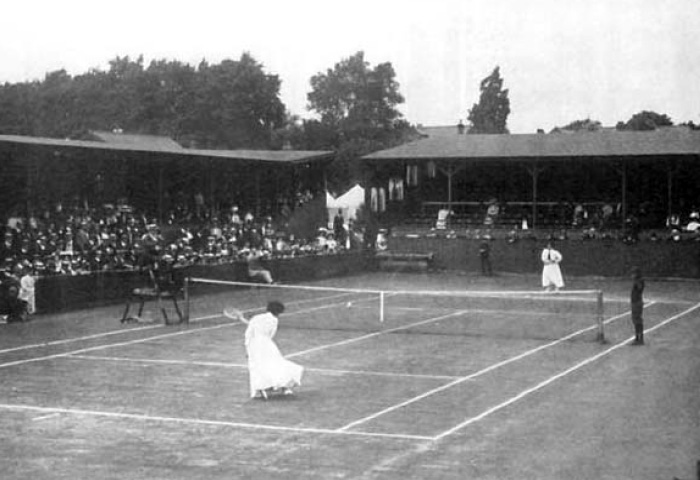
Huvudbanan som den såg ut 1908 vid anläggningen vid Worple Road.

Klubbens beskyddare är Hertiginnan av Cambridge och ordförande är Prins Edward, hertig av Kent.

## Historia
All England Club bildades som the "All England Croquet Club", varvid man hyrde mark vid Worple Road i Wimbledon för sin verksamhet. Det äldre krocketspelet åtnjöt visserligen en viss popularitet i medelklassen, men major Walter Clopton Wingfields portabla spel Sphairistikè (året därpå omdöpt till "lawn-tennis") som började säljas 1874, ansågs dock av många som intressantare och roligare. På många håll ersatte den nya racketsporten det långsammare crocketspelet som medelklassens "innesport" (se artikel tennis). 
Utvecklingen noterades av All England Club, som 1875 upplät plats för en bana avsedd för lawn-tennis och badminton. Följande år anlas ytterligare fyra banor enligt Wingfields modell. Sommaren 1877 bytte klubben namn till "All England Croquet and Lawn Tennis Club". Samtidigt hade Wingfields patent gått ut, och nya fasta rektangulära tennisbanor anlas vid Worple Road. 
År 1882 byttes föreningens namn till "All England Lawn Tennis and Croquet Club" (crocket var under en kortare period borttaget ur namnet).

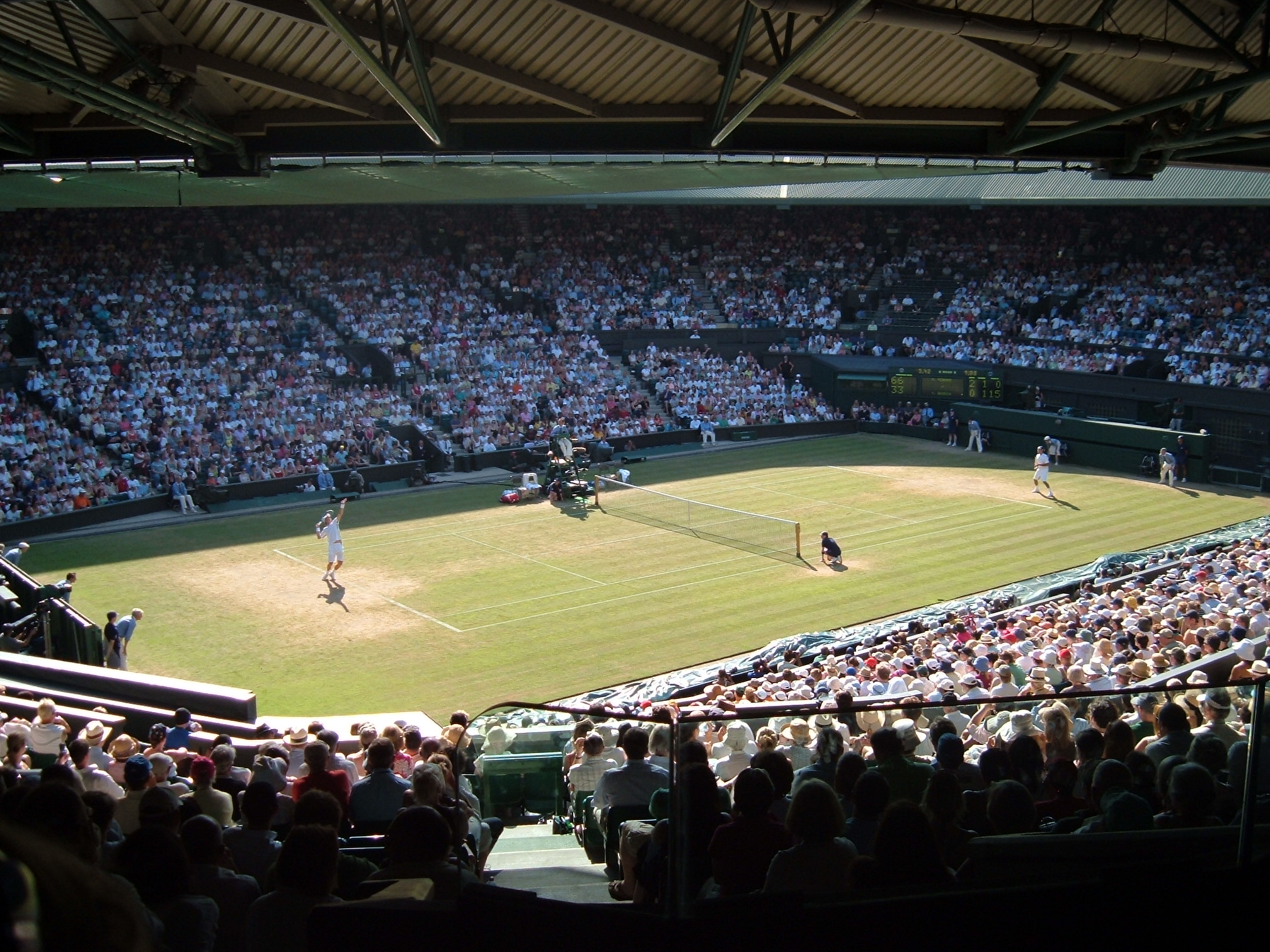
Wimbledonmästerskapen, gamla (2006) centercourten vid Church Road

## Wimbledonmästerskapen
All England Club anställde i april 1877 Henry Jones som ledare för den nya sektionen tennis. Jones satte i juni 1877 in en annons i sporttidningen The Field, där han inbjöd till de första organiserade tennistävlingarna i Wimbledon. Han blev därmed de första Wimbledonmästerskapens tävlingsledare (på engelska referee). Henry Jones spelade också stor roll som regelförnyare före och efter denna första turnering. 
Tack vare tennisspelets snabbt ökande popularitet under det sena 1800-talet fanns fortsatt underlag för regelbunden turneringsverksamhet vid Wimbledon, och Wimbledonmästerskapen spelades i obruten följd under resten av seklet. Under hela 1900-talet, med undantag av krigsåren 1915-18 och 1940-45, har turneringen årligen spelats på All England Clubs gräsplaner i Wimbledon.
Mellan 1878 och 1921 var Wimbledonmästerskapen organiserade så, att förra årets mästare i egenskap av titelförsvarare bara behövde spela en enda match i "Challenge Round". Övriga deltagare fick kvalificeringsspela i "All Comers Rounds" om vem som skulle få möta mästaren.
Under 1880-talet var föreningen Englands obestridliga ledande organisation för lawn-tennis. Efter en vacklande period i början på 1890-talet, då populariteten för spelet och Wimbledonturneringen minskade tillfälligt, befäste föreningen runt sekelskiftet sin ställning, framförallt beroende på bröderna Dohertys succéer.
Wimbledonmästerskapen har hela tiden behållit sin ställning som en mest prestigefyllda turneringen, och den förnämsta av de så kallade Grand Slam-turneringarna. Publikt har den redan från 1880-talet varit en succé, numera beser cirka en halv miljon människor Wimbledonmästerskapen under de två sommarveckorna då tävlingen avgörs. Miljontals människor följer dessutom tävlingarna på TV. Åren 1951-91 kommenterades tävlingarna i BBC av bland andra Dan Maskell som sedermera upptogs i International Tennis Hall of Fame för dessa insatser. Känd för sin bevakning av mästerskapen är också den brittiske journalisten och författaren Lance Tingay, också han upptagen i Hall of Fame. 
År 1922 hade föreningen resurser och ekonomisk stabilitet nog att flytta anläggningen till Church Road i Wimbledon. Samtidigt togs systemet med "Challenge Round" bort. Nuvarande centercourt (huvudbana) byggdes det året med rejält tilltagna åskådarläktare. Anläggningen bombskadades under andra världskriget, men restaurerades 1946. Från 1968 tillåts såväl amatörspelare som professionella att delta i Wimbledonmästerskapen. Detta bestämdes trots motstånd från Internationella tennisförbundet (ITF). För ytterligare information se ITF, avsnitt "Amatör-proffs-frågan" och konflikter mellan spelarorganisationer och ITF.

## All England Club i dag
Anläggningen vid Church Road omfattar i dag 17 gräsbanor plus en centercourt och en bana 1. Centercourten har åskådarläktare för 14.000 åskådare. Från och med säsongen 2009 är centercourten försedd med ett rörligt tak avsett att dras för i händelse av regn. Dessutom finns åtta "hard courts", fem inomhusbanor och en mindre anläggning för crocket. Den senare är dock inte stor nog för mästerskapstävlingar. Alla tennisbanor, utom centercourten och bana 1, används för spel av klubbmedlemmarna. De två huvudbanorna används bara under sommarmånaderna, och då (med något undantag) bara för mästerskapsturneringen.
Den engelska drottningen är föreningens beskyddare. Föreningen har 375 ordinarie medlemmar och drygt 90 tillfälliga medlemmar som väljs in årligen. Dessutom finns ett antal hedersmedlemmar, bland andra tidigare singelsegrare i Wimbledonmästerskapen. Inom anläggningen finns också ett "Wimbledon Lawn Tennis Museum".